# Учительська Громада Підкарпатської Руси
Учительська Громада Підкарпатської Руси — українофільська професійна організація учителів Закарпаття 1929 — 1939 років.
Виникла у висліді відходу свідомого українського учительства від підтримуваного чехо-словацьким урядом москвофільського Учительского Товарищества Подкарпатской Руси. Учительська Громада Підкарпатської Руси мала 1 650 членів у 1938, виявляла велику активність у різних освітніх акціях, зокрема в боротьбі за українізацію шкіл. Пресовий орган «Учительський Голос».
Провідні діячі: Авґустин Волошин, Юлій Гуснай, Юліян Ревай, Августин Штефан та ін. Щорічні з'їзди учителів були видатними подіями закарпатського культурного життя.